# Vierges (film)
Pour plus de détails, voir Fiche technique et Distribution.
Vierges est un film dramatique franco-israélo-belge réalisé par Keren Ben Rafael, sorti en 2018.

## Synopsis
À Kiryat Yam, petite station balnéaire au nord d’Israël, tout semble s’être arrêté. Lana, 16 ans, s’est juré de lutter contre l’immobilisme et la résignation. Elle est loin d’imaginer que la rumeur d’une sirène va réveiller sa ville de sa torpeur et lui permettre enfin de vivre.

## Fiche technique
- Titre français : Vierges
- Titre original : אין בתולות בקריות (Ein Betulot Bakraiot, littéralement Il n'y a pas de vierges dans le Krayot)
- Réalisation : Keren Ben Rafael
- Scénario : Keren Ben Rafael et Élise Benroubi
- Photographie : Damien Dufresne
- Montage : Daniel Avitzur et Frédéric Baillehaiche
- Costumes :
- Décors : Ella Spector
- Musique : Renaud Mayeur
- Producteur : Caroline Bonmarchand
  - Coproducteur : Moshe Ederi, Leon Ederi, Ofer Naim, Jean-Yves Roubin et Cassandre Warnauts
- Production : Avenue B Productions, United King Films, Artza Productions et Frakas Productions
  - Coproduction : Pyramide Productions
- Distribution : Pyramide Distribution
- Pays d’origine :  France,  Israël et  Belgique
- Genre : Drame
- Durée : 91 minutes
- Dates de sortie :
  - États-Unis : 19 avril 2018 (Tribeca)
  - France : 
    - 10 juillet 2018 (Paris)
    - 25 juillet 2018 (en salles)

## Distribution
- Joy Rieger : Lana
- Evgenia Dodina : Irena et Erika
- Michael Aloni : Chipi
- Manuel Elkaslassi Vardi : Tamar
- Rami Heuberger : Haluba